# Сасунская самооборона (1915)
Сасунская самооборона 1915 года — оборонительные бои армян Сасуна против турецких погромщиков в период геноцида 1915 года, осуществлённого в Западной Армении и населенных армянами местностях Турции.

## Предыстория
Первая мировая война предоставила турецкому правительству удобную возможность для осуществления давно вынашиваемой программы подавления Сасуна и полного уничтожения его армянского населения. Сасун и сасунцы, обладавшие богатыми традициями освободительной борьбы (см.: Сасунская самооборона (1894), Сасунская самооборона (1904)), давно уже были ненавистны турецким шовинистам. С началом войны сасунцы почувствовали опасность, грозящую их существованию: турецкие власти стали преследовать армянское население, увеличили налоги, организовывали грабежи и убийства.

## Начало
С весны 1915 года в Сасун стали доходить тревожные вести о готовящихся погромах армян в различных местностях Западной Армении, Киликии, Каппадокии и других территориях, подвластных турецкому правительству. В феврале начались погромы мирного армянского населения в сёлах Цронк, Варденис, Айледжан. Это вынудило сасунцев подготовиться к самообороне. В их распоряжении имелось лишь 1000 винтовок старых и новых образцов, охотничьи ружья. Отряды оборонявшихся, которыми командовали Петара Манук, Ишхан Шаро, Мшеци Мчо, Ваан Варданян и другие, заняли позиции на важнейших участках обороны. В марте 1915 турецкие войска и курдские банды с севера и юга вторглись в Сасун. В апреле-мае произошли ожесточенные бои в районах сел Хулб, Хианк, Ишханадзор, Артхонк. Несмотря на героическое сопротивление, в ходе которого турецким войскам были нанесены чувствительные потери, армяне под натиском превосходящих сил противника, использовавших артиллерию, были вынуждены отступить к горе Андок. В июне турки предприняли наступление в районе Псанка. Прибывшие на помощь своим соотечественникам армянские бойцы из Талворика нанесли внезапный удар по противнику, захватили важные позиции. Тем не менее сказывалось неравенство в силах, турки все более сжимали кольцо осады. В июле турецкие силы перешли в решительное наступление, ценой больших потерь захватили Куртик, затем прорвались к подножьям горы Андок, овладели находившимися здесь населенными пунктами, вырезав их жителей — преимущественно женщин и детей. В горах Андока, Цовасара и Кепина армяне продолжали оказывать сопротивление до 3 августа. Турецкие погромщики перебили большую часть оборонявшихся, лишь немногим удалось с боями прорвать кольцо осады.

### Финал
Героическая самооборона Сасуна имела трагический финал. Сломив сопротивление защитников Сасуна, турецкие погромщики уничтожили большую часть армянского населения — 45 тыс. человек из 60 тыс. Оставшиеся в живых армяне рассеялись по окрестным горам и ущельям и лишь весной 1916 года, когда русские войска и армянские добровольцы заняли Муш, несколько тысяч сасунцев спустились с гор и были спасены от резни.

## Последствия
Из-за большой разницы в численности и вооружении противоборствующих сторон, а также их половом и возрастном различии, часть армян, живших на землях своих предков, была зверски убита, а другая часть сумела бежать в Европу и страны Ближнего Востока, в особенности в Сирию. На данный момент на этих землях нет явных армян, хотя и есть курдоязычные исламизированные армяне. Сасунская самооборона 1915 года заняла своё достойное место в ряду героических самооборон армян в годы Первой мировой войны.